# ギュッシング郡

ギュッシング郡
Bezirk Güssing

ギュッシング郡（ギュッシングぐん、独: Bezirk Güssing）は、オーストリアのブルゲンラント州にある郡（Bezirk; 行政管区とも訳される）。郡庁所在地はギュッシング。
ハンガリー語ではネーメトゥーイ・ヴァール（Németújvár）と呼ばれる。
北でオーバーヴァルト郡と、西でシュタイアーマルク州のハルトベルク郡およびフュルステンフェルト郡と、南西でイェンナースドルフ郡と接する。東はハンガリー・ヴァシュ県との国境になっている。なお1921年にハンガリー王国からオーストリアへ割譲される前はギュッシング郡もヴァシュ県に属していた。
オーバープレンドルフ郡には以下の28の市町村（Gemeinde; ゲマインデ）がある。そのうちギュッシングが市（Stadt）に、8つが町（Marktgemeinde; 市場町）に指定されている。
- ボックスドルフ Bocksdorf
- ブルガウベルク＝ノイダウベルク Burgauberg-Neudauberg
- エーベラウ Eberau （町）
- ゲーラースドルフ＝ズルツ Gerersdorf-Sulz
- ギュッシング Güssing （市）
- ギュッテンバハ Güttenbach （町）
- ハイリゲンブルン Heiligenbrunn
- クークミルン Kukmirn （町）
- ノイベルク・イム・ブルゲンラント Neuberg im Burgenland
- ノイシュティフト・バイ・ギュッシング Neustift bei Güssing
- オルベンドルフ Olbendorf
- オラースドルフ・イム・ブルゲンラント Ollersdorf im Burgenland （町）
- ザンクト・ミヒャエル・イム・ブルゲンラント Sankt Michael im Burgenland （町）
- シュテーガースバハ Stegersbach （町）
- シュティナツ Stinatz （町）
- シュトレーム Strem （町）
- トバイ Tobaj
- ハッカーベルク Hackerberg
- ヴェルターベルク Wörterberg
- グロースミュルビッシュ Großmürbisch
- インツェンホーフ Inzenhof
- クラインミュルビッシュ Kleinmürbisch
- チャーニグラーベン Tschanigraben
- ホイグラーベン Heugraben
- ローア・イム・ブルゲンラント Rohr im Burgenland
- ビルダイン Bildein
- ラウフヴァルト Rauchwart
- モッシェンドルフ Moschendorf